# Barna Putics
Barna Putics (Pécs, Hongria, 18 d'agost del 1984) és un jugador d'handbol hongarès del KC Veszprém. Va jugar dos partits amb el Futbol Club Barcelona.

## Trajectòria
- 2004-2008: KC Veszprém
- 2008: TUSEM Essen
- 2008: Futbol Club Barcelona.
- 2008-2009: RK Koper
- 2009-2010:GWD Minden
- 2010-2014: VfL Gummersbach
- 2014-...: Tremblay-en-France Handball.[2]

## Guardons individuals
- Creu de plata del Mèrit de la República d'Hongria (2012)